# 北アルプス医療センターあづみ病院
北アルプス医療センターあづみ病院（きたアルプスいりょうセンターあづみびょういん、英語: North Alps Medical Center Azumi Hospital）は、長野県北安曇郡池田町にある医療機関。JA長野厚生連（長野県厚生農業協同組合連合会）が運営する病院である。
2015年3月までの旧名称は安曇総合病院。
北アルプスの麓、北安曇郡池田町、松川村を中心に大町市、白馬村、小谷村までの大北地区、安曇野市を診療圏とする。高齢者を中心とした内科、外科の一般診療で地域の医療を支えているほか、整形外科、精神科の診療に力を入れている。

## 診療科目
- 内科
- 神経内科
- 呼吸器内科
- 循環器内科
- 腎臓内科
- 精神科
- 心療内科
- 小児科
- 外科
- 形成外科
- 呼吸器外科
- 整形外科
- 皮膚科
- 泌尿器科
- 産婦人科
- 眼科
- 耳鼻咽喉科
- 放射線科
- 麻酔科
- リハビリテーション科
- 歯科口腔外科
- 女性骨盤底センター
- 肩関節治療センター
- 循環器病センター

## 沿革
- 1947年（昭和22年）8月 - 長野県農業会「安曇診療所」として発足する。
- 1948年（昭和23年）8月 - 長野県農村工業利用農業協同組合連合会「安曇診療所」と改称する。
- 1950年（昭和25年）
  - 4月1日 - 安曇診療所を廃止し、長野県農村工業利用農業協同組合連合会「安曇病院」として開設。
  - 8月 - 長野県厚生農業協同組合連合会「安曇病院」と改称する。
- 1993年（平成5年）
  - 4月 - 白馬村国保診療所本会へ移管し、安曇病院付属白馬診療所として開設する。
  - 9月 - 安曇総合病院に改称し、「安曇総合病院」及び「安曇総合病院附属白馬診療所」に名称変更。
  - 12月 - 訪問看護ステーション「あずみ」を開設。
- 2006年（平成18年）12月 - 安曇総合病院附属メンタルケアセンターあずみを開設する。
- 2015年（平成27年）4月 - JA長野厚生連安曇総合病院を、JA長野厚生連北アルプス医療センターあづみ病院に名称変更[1]

## 交通アクセス

### 自動車
- 長野自動車道安曇野ICから30～40分。

### 鉄道
- 東日本旅客鉄道大糸線信濃松川駅下車徒歩25分。

### バス路線
玄関付近に「あづみ病院」バス停があり池田町営バス全路線（明科線は日中のみ）と生坂村営バスが発着する。池田町におけるバスターミナルのようになっている。
- 池田町営バス1日7往復（日曜・祝日運休）、JR信濃松川駅から5分。
- 生坂村営バス（日曜・祝日運休） 生坂村（やまなみ発）から法道まわり15分、三郷まわり20分。
- JR篠ノ井線明科駅下車、バスで30分。

## 付属施設
附属白馬診療所
〒399-9211 長野県北安曇郡白馬村大字神城21551

## 周辺
- セブンイレブン安曇総合病院前店
- 池田町営バスバスセンター
- 池田町役場